# Розово (Старозагорська область)
Ро́зово (болг. Розово) — село в Старозагорській області Болгарії. Входить до складу общини Казанлик.

## Населення
За даними перепису населення 2011 року у селі проживали 1208 осіб.
Національний склад населення села:
| Національність   | Кількість осіб | Відсоток |
| ---------------- | -------------- | -------- |
| болгари          | 1127           | 94,2%    |
| турки            | 43             | 3,6%     |
| цигани           | 20             | 1,7%     |
| Всього відповіли | 1196           |          |

Розподіл населення за віком у 2011 році:
Динаміка населення: